# Milka Zimková
Milka Zimková (Kiskörösfő, 1951. augusztus 1. – 2023. május 30.) szlovák író, filmrendező, és színésznő. Regényeket és monodrámákat írt.

## Életpályája
A szülővárosában járt általános iskolába, majd az eperjesi gimnáziumban végzett. 1969–1974 között a pozsonyi Művészeti Akadémia színésznövendék hallgatója volt. Miután megszerezte a diplomáját, színésznőként dolgozott a nagyszombati Gyerekek és Ifjúság Színházban. 1975-től szabadúszóként dolgozott, kedvelt témája a színházi monodráma műfaja. Előadásainak saját maga írta a forgatókönyvét. Film-, televíziós és művészeti ügynökségekkel működött együtt. Színésznőként számos játékfilmben szerepelt. A szlovákiai rendszeres előadások mellett többször fellépett a Cseh Köztársaságban, Lengyelországban, Magyarországon, Németországban, Oroszországban, Bulgáriában és Kubában. Pozsonyban él.

## Íróként
Sikeresen indult a pályafutása, már az első, 1980-ban megjelent könyvét két évvel később, Štefan Uher, szlovák rendező megfilmesítette. Irodalmi műveit elsősorban a kelet-szlovák vidék környezetében helyezte el, ahol az élet boldogságát kereső nők sorsát ábrázolta. Prózája jellegzetes eleme a kelet-szlovák nyelvjárás gazdag használata. A szlovák irodalomban teljesen új, sajátos világot teremtett: népi szürrealisztikus, balladisztikus faluképet, mellette ironikus-játékos világot. Az irodalom mellett sikeres színésznő, rendező és forgatókönyvíró is.

## Művei

### Prózai művek
- Pásla kone na betóne[4] (1980)  A lovak a betonon legelnek
- No a čo (történetek gyűjteménye, 1985) Szóval
- Bez slov (1999) Szavak nélkül

### Monodrámák
- Neveľo nád idze, neveľo nám treba (1979) Nem túl jó, nem kell sokat
- Sojka (1980)
- Čas kikiríkania (1980)
- Žniva (1986) Aratógépek
- To len tak naoko (1989) Éppen így

### Forgatókönyvek
- Vstupenka do neba (1983) Jegy a mennybe (rendező: Štefan Uher)
- … kone na betóne (1995) … lovak a betonon (rendező: Stanislav Párnický)

## Filmográfia
- Zlaté časy (1978)[5] Aranyidők
- Kamarátky (1979) Barátok
- Živá voda (1980) Élő víz
- Kosenie Jastrabej lúky (1980)
- Pásla kone na betóne (1982) Betonlegelő
- Zrelá mladosť (1983) Érett ifjúság
- Návrat Jána Petru (1984) Ján Petra visszatérése
- Zabudnite na Mozarta (1985) Felejtsd el Mozartot
- Sedmé nebe (1987) Hetedik ég
- Proč (1987) Miért
- Montiho čardáš (1989)
- …kone na betóne (1995) …lovak a betonon

## Magyarul
- A gyilkos menta; ford. Illés Anna; Európa–Madách, Bp.–Bratislava, 1984[6] ISBN 9630733730
- Na és aztán; ford. Kopasz Csilla; Európa–Madách, Bp.–Bratislava, 1987

## Fordítás
- Ez a szócikk részben vagy egészben  a   Milka Zimková című szlovák Wikipédia-szócikk ezen változatának fordításán alapul.  Az eredeti cikk szerkesztőit annak laptörténete sorolja fel. Ez a jelzés csupán a megfogalmazás eredetét és a szerzői jogokat jelzi, nem szolgál a cikkben szereplő információk forrásmegjelöléseként.